# Jouko Kankare
Jouko Juhani Kankare, född 17 augusti 1940 i Åbo, är en finländsk kemist.
Kankare blev filosofie doktor 1971. Han är professor i analytisk kemi vid Åbo universitet sedan 1974. Han verkade 1975–1976 som gästprofessor vid University of Dalhousie i Halifax, Kanada, och var 1983–1986 forskarprofessor vid Finlands Akademi. År 1990 utnämndes han till ledamot av Finska Vetenskapsakademien.
Kankare är författare och medförfattare till ett stort antal publikationer; en del av forskningsresultaten har patenterats. Han har utvecklat hyperkänsliga analysmetoder, som baserar sig på elektroluminiscens. Hans forskningsrön behandlar även framställning och tillämpning av tunna skikt för sensorer och skärmar samt egenskaper hos elektroniskt ledande organiska material, så kallade ledande polymerer.
Han utnämndes till hedersdoktor vid universitetet i Szeged, Ungern, 1996.